# Дикі лебеді
«Дикі лебеді» (De vilde svaner) — казка данського письменника Ганса Крістіана Андерсена про принцесу Елізу, яка рятує своїх одинадцять братів від закляття злої королеви.

## Історія створення
Казка «Дикі лебеді» написана у 1838 році в епоху романтизму. На її створення Андерсена надихнув сюжет європейської середньовічної легенди, опублікованої Сабіном Барінг-Гоулдом у другій половині ХІХ ст.
Казка вперше була надрукована 2 жовтня 1838 року у книзі Андерсена «Казки для дітей» (1838).

## Тематика
Тема: історія про мужність, віру маленької принцеси Елізи і про її подвиг, який вона зробила для порятунку своїх зачарованих братів.
Ідея: перемога добра над злом. Героїня казки доводить, що Бог дає людині здатність терпіти і винагороджує її за це.
У казці наявні фольклорні мотиви злої мачухи-відьми, зневаженої красуні-падчірки, дітей, перетворених закляттям у птахів, закоханого у бідну дівчину короля.

## Сюжет
- Експозиція. Жив король, у якого було одинадцять синів і одна донька.
- Зав'язка. Король одружився зі злою жінкою, яка виявилась відьмою.
- Розвиток подій. Мачуха перетворила хлопчиків на лебедів. Красуню Елізу хотіла перетворити в потвору за допомогою жаб. Але чаклунство не подіяло на невинну дівчину. Еліза розшукує братів. Вона дізнається, що може їх врятувати від злих чар, якщо сплете їм сорочки з кропиви. Вродливу дівчину побачив король і вирішив одружитися з нею. Елізу звинувачують в чаклунстві і засуджують до смерті.
- Кульмінація. Елізу повезли на страту, та вона зуміла кропив'яні сорочки накинути на лебедів-братів.
- Розвязка. Виправдання Елізи. Коли люди почули історію Елізи та її братів, король знову попросив її руки. Еліза погодилась і стала новою королевою.

## Герої казки

### Еліза
Головна героїня казки. Це виключно позитивний персонаж: вродлива і добра принцеса. Вона проявляє такі риси характеру, як сміливість і самовідданість. Еліза проходить важкі випробування і робить все заради порятунку своїх братів.

### Королева-мачуха
Це типовий персонаж, якого можна зустріти в казках багатьох авторів і народів. Мачуха — головний злий герой казки. Вона відразу ж не полюбила Елізу і її братів. Мачуха ненавидить дітей і робить все, щоб відіслати їх геть від будинку. З допомогою закляття вона перетворює дітей на птахів. Та її чари слабкі проти невинних дітей. Не на німих чорних птахів, а на прекрасних лебедів з золотими коронами на головах перетворюються принци. Три жаби, яких намовила королева шкодити Елізі, перетворилися на квіти.

### Король-батько
Король, батько одинадцяти братів і Елізи — безхарактерний персонаж, який не зміг відстояти права своїх дітей. Він їх любив, та не захистив від злої мачухи.

### Одинадцять братів-принців
Дикі лебеді — принци, яких зла мачуха перетворила на прекрасних птахів. Спочатку вони ходили до школи «з зірками на грудях і з шаблями при боці. Вони писали діамантовими грифелями на золотих дошках і все, що читали, знали напам'ять». Вони літали дикими лебедями, поки не зайде сонце. Як сонце сховається — знову приймали людський вигляд. Це благородні молоді люди, які люблять свою молодшу сестру і сумують від розлуки з нею. Вони — її захисники, готові нести на своїх крилах через глибокі моря в далекі країни і кинутися на виручку, коли вона потрапить в біду. Принци намагаються розповісти королю правду та настає ранок, і вони перетворюються на диких лебедів. Еліза не встигла сплести повністю сорочку молодшому брату і одна з його рук так і залишилася лебединим крилом.

### Молодий король
Під час полювання король побачив прекрасну дівчину і закохався у неї. Він добрий і чуйний, його відразу схвилювали страждання Елізи. Всупереч злим язикам молодий король одружився з простою дівчиною. Для неї обладнав у палаці кімнату, яка нагадувала її печеру і переніс туди кропиву та вже сплетені сорочки. І лише побачивши власними очима, як дівчина серед ночі пішла на цвинтар, де виднілися силуети відьм, погодився віддати на людський суд. Водночас він уміє визнати свої помилки. Дізнавшись істину, король знову просить Елізу бути його дружиною.

## Екранізація
- 1962 рік — Дикі лебеді (фільм), радянський анімаційний художній фільм
- 1977 рік — «Принци-лебеді» — японський анімаційний фільм
- 1987 рік — фільм «Дикі лебеді (балет)»
- 2009 рік — «Дикі лебеді»

## Варіанти
Данський колекціонер народних казок Матіас Вінтер зібрав подібну казку під назвою De elleve Svaner ( англ. «The Eleven Swans», укр. «Одинадцять лебедів»), вперше опубліковану в 1823 році .